# Condado de Figols
El condado de Figols es un título nobiliario español creado por el rey Alfonso XIII en favor de José Enrique de Olano y Loyzaga, presidente de la Diputación Provincial de Barcelona, mediante real decreto del 21 de diciembre de 1908 y despacho expedido el 25 de febrero de 1909.
Su denominación hace referencia a la localidad de Figols, en la provincia de Barcelona, donde el primer titular tenía importantes explotaciones mineras.

## Condes de Figols
|                           | Titular                                | Periodo                   |
| Creación por Alfonso XIII | Creación por Alfonso XIII              | Creación por Alfonso XIII |
| ------------------------- | -------------------------------------- | ------------------------- |
| I                         | José Enrique de Olano y Loyzaga        | 1909-1934                 |
| II                        | José Eduardo de Olano y de Barandiarán | 1936-1957                 |
| III                       | Ignacio de Olano y Fontcuberta         | 1959-2013                 |
| IV                        | Santiago de Olano y de Robert          | 2016-hoy                  |

## Historia de los condes de Figols
- José Enrique de Olano y Loyzaga (Liverpool, 28 de marzo de 1858-Barcelona, 3 de diciembre de 1934), I conde de Fígols, senador del reino (1914-1917), diputado a Cortes (en 1918, 1919 y 1920) y presidente de la Diputación Provincial de Barcelona (1924-1925), caballero Gran Cruz de la Orden de San Gregorio Magno y de la Orden de la Corona de Italia, comendador de la Orden de Isabel la Católica.[3][4]

Casó el 24 de febrero de 1892, en Bilbao, con Natalia de Barandiarán y de Bárcena, dama noble de la Orden de María Luisa. El 23 de febrero de 1950 le sucedió su hijo:
- José Eduardo de Olano y de Barandiarán (Barcelona, 22 de junio de 1903-4 de febrero de 1957), II conde de Fígols.[4]

Casó el 2 de noviembre de 1932, en Barcelona, con María de las Mercedes de Fontcuberta y Casanova (1896-1992). El 27 de enero de 1959 le sucedió su hijo:
- Ignacio de Olano y Fontcuberta (San Sebastián, 31 de diciembre de 1938-2013), III conde de Fígols.[6]

Casó el 10 de julio de 1981, en Torroella de Montgrí (Gerona), con María del Carmen de Robert y Ferrer-Cajigal. El 10 de noviembre de 2016, previa orden del 30 de septiembre para que se expida la correspondiente carta de sucesión (BOE del 11 de octubre), le sucedió su hijo:
- Santiago de Olano de Robert, IV conde de Fígols.[5]